# Sachse (Teksas)
Sachse je grad u američkoj saveznoj državi Teksas. Prema popisu stanovništva iz 2010. u njemu je živjelo 20.329 stanovnika.